# London Calling (canção)
"London Calling"  é uma canção da banda britânica de punk rock The Clash, lançada no álbum duplo de 1979 London Calling. A canção utiliza-se da tradicional combinação de linha de baixo inspirada no reggae e vocais e guitarra do punk rock, típico do The Clash. Foi composta por Joe Strummer e Mick Jones. Esteve presente na lista das 500 melhores canções de todos os tempos da revista Rolling Stone.